# Còdex Ramírez

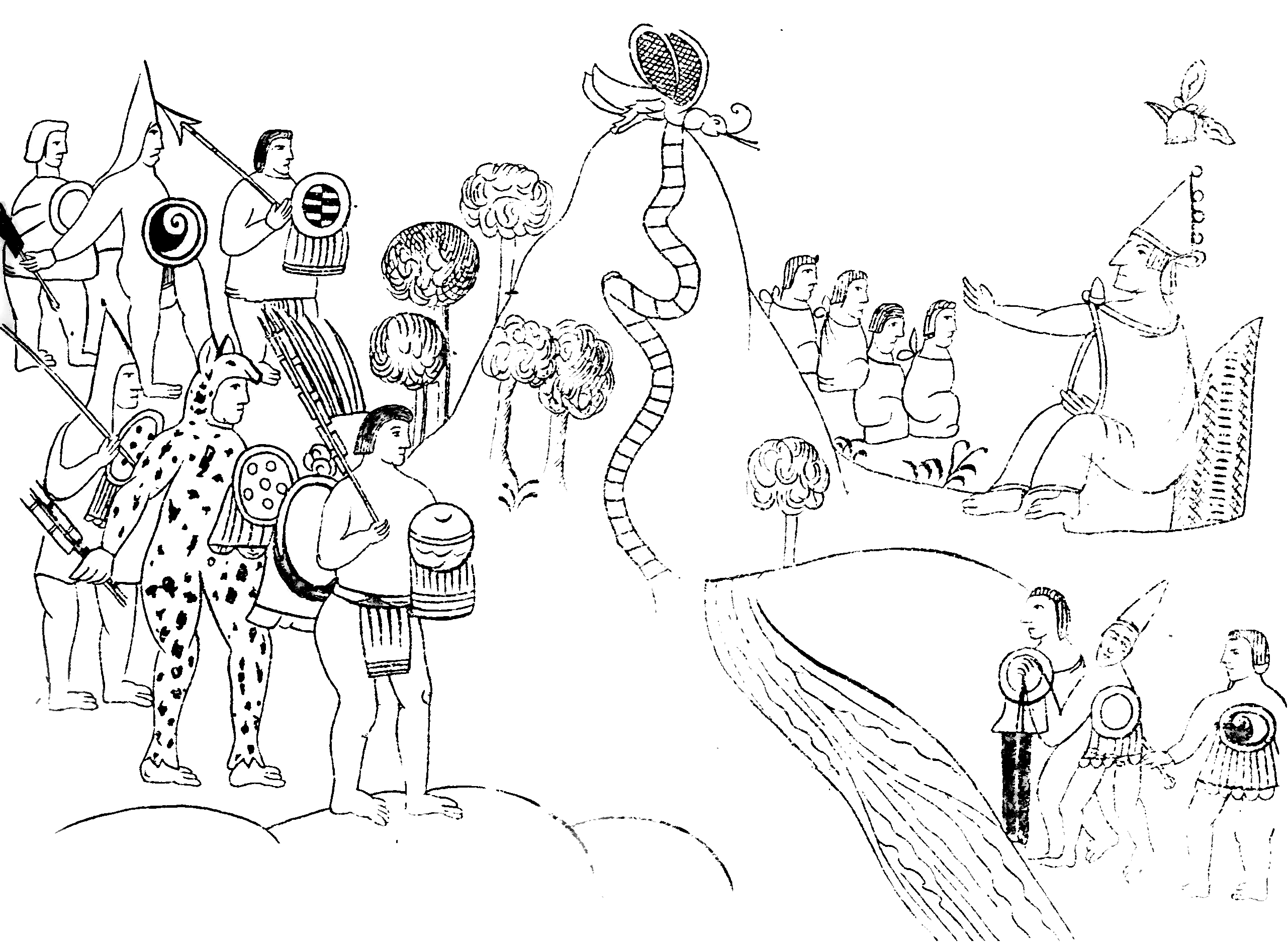
Els mexiques són assetjats a Chapultepec pels tepaneques i culhua per ordre de Coxcoxtli, rei de Culhuacán (Còdex Ramírez, làmina 3)

El Còdex Ramírez (Biblioteca Nacional d'Antropologia i Història, MNA 35-100), que no s'ha de confondre amb el Còdex Tovar, és un manuscrit de la fi del segle xvi, titulat Relació de l'origen dels indis que habiten aquesta Nova Espanya segons les seues històries. Rep el nom de l'erudit José Fernando Ramírez, que el va descobrir en el Convent de San Francisco de Ciutat de Mèxic el 1856.
Tot i que anònim, es considera que l'escrigué el jesuïta Juan de Tovar al voltant dels anys 1583-1587, probablement treballant sota els auspicis de l'historiador José de Acosta. El manuscrit tracta sobre la història dels mexiques des dels seus orígens llegendaris a Aztlán fins a la invasió espanyola. A més a més del text de la Relació, el manuscrit conté 32 dibuixos en blanc i negre que tenen notables paral·lelismes amb els de l'obra de Diego Durán, Història de les Índies de la Nova Espanya i Illes de Terra Ferma, en què el text s'inspira en alguns moments, malgrat que també mostra diferències significatives. Es considera un esborrany o versió més primerenca del Còdex Tovar, una versió acolorida de la mateixa història, que preparà Tovar i envià per a Acosta a Espanya, que ara es conserva a la Biblioteca de Brown de Carter de John en Providence.

### Contingut
El Còdex Ramírez comprén tres seccions o tractats: una història imperial mexica; un llibre sobre deïtats i les seues festivitats; i una relació breu del calendari nadiu. La secció més detallada és el primer tractat, una crònica de l'Imperi mexica i la invasió espanyola. Tovar afirma que els seus treballs es basen en informants de Tula; els historiadors, però, argumenten que també va utilitzar de manera extensa els treballs de Diego Durán, perquè hi ha un innegable paral·lel entre tots dos. S'ha proposat que, malgrat que Tovar pot haver pres elements de Durán, tots dos, juntament amb l'historiador Fernando de Alvarado Tezozómoc, es basaren en una font nàhuatl més primerenca i ara perduda. Aquest document més primerenc és sovint referit com la Crònica X, i se'l considera la font originària d'un nombre de manuscrits primerencs (com el Ramírez, Durán i còdexs d'Acosta), tot basant-se en semblances en el seu contingut, que coincideixen en l'exaltació del Cihuacoatl Tlacaelel com la figura crucial en la consolidació i expansió de l'Imperi mexica.
Les il·lustracions del manuscrit foren creades per un tlacuilo mexica. Han quedat sense acolorir, tot i que les indicacions per als colors encara es conserven en algunes de les làmines, les 26 i 28. Els primers 18 dibuixos són paral·lels als de l'obra de Durán Història de les Índies de Nova Espanya i Illes de Terra Ferma (Còdex Durán); els números 29 i 30 són rodes de calendari, mentre les darreres dues làmines són dibuixos originals, que descriuen la invasió espanyola.

### Descobriment i publicació
El Còdex Ramírez fou descobert el 1856 per José Fernando Ramírez a la biblioteca del Convent de San Francisco de la Ciutat de Mèxic. Ramírez preparà el manuscrit per a publicar-lo; va morir, però, abans; Manuel Orozco y Berra el publicà el 1847 com a Crònica mexicana de Fernando Alvarado Tezozomoc. Per a honrar a Ramírez, Orozco y Berra va anomenar el còdex en el seu honor; publicà el còdex i l'obra de Tezozomoc junts, i intercalà làmines del Còdex Ramírez al llarg del volum sencer. La publicació del còdex per l'editorial Innovació el 1979 fou la primera versió independent del text. El còdex ha estat traduït al francés i anglés.